# 붙임줄
붙임줄은 악상 기호로 같은 보표 내 같은 위치에서 음높이가 같은 둘 이상의 음을 한 음표로 묶어 연결한 곡선이다. 붙임줄로 연결된 음표들이 있으면 연결된 음표들의 총 길이만큼 연주한다. 악보에 음표를 이을 때 쓰인다.

## 기타
악보 사보 프로그램 뮤즈스코어(MuseScore)에서는 1번 볼타를 건너뛰고 2번 볼타로 넘어갈 때 그 마디에 붙임줄로 연결되지 않는 버그가 있다.

## 같이 보기
- 이음줄